# Kadrina
Kadrina est un bourg de la commune de Kadrina dans le comté de Viru-Ouest en Estonie.  Le village compte 2113 habitants en 2020.

## Galerie

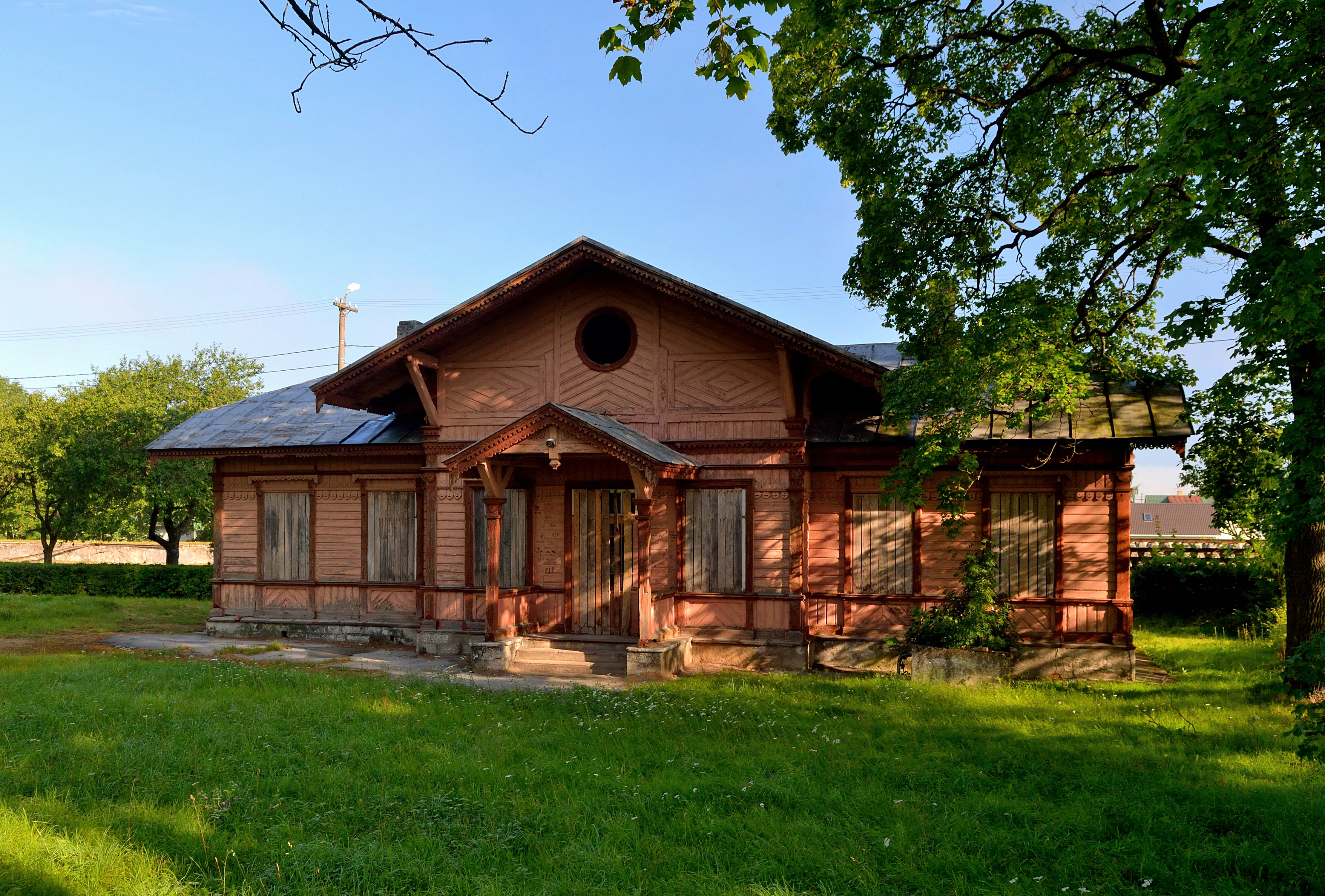
Gare de Kadrina
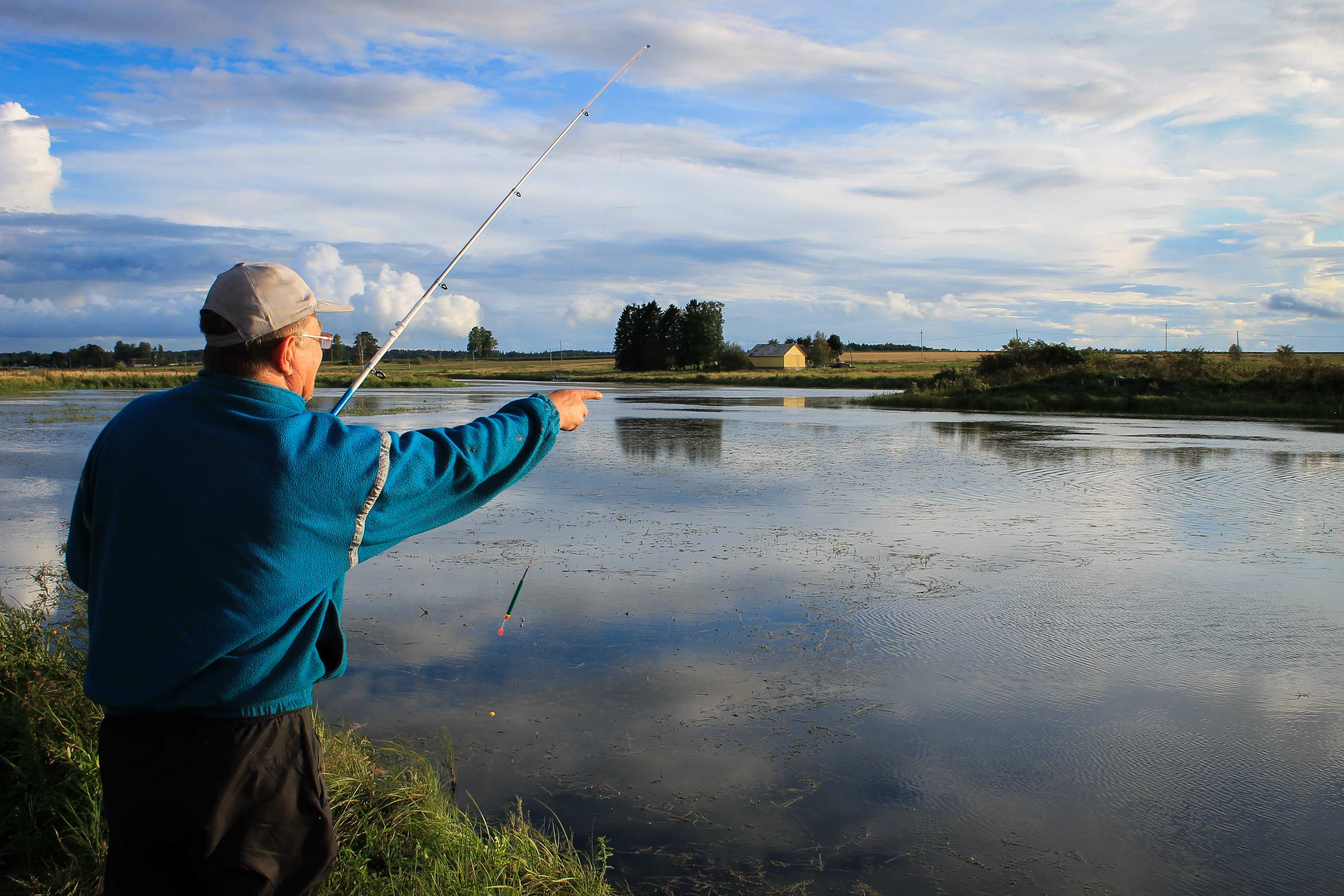
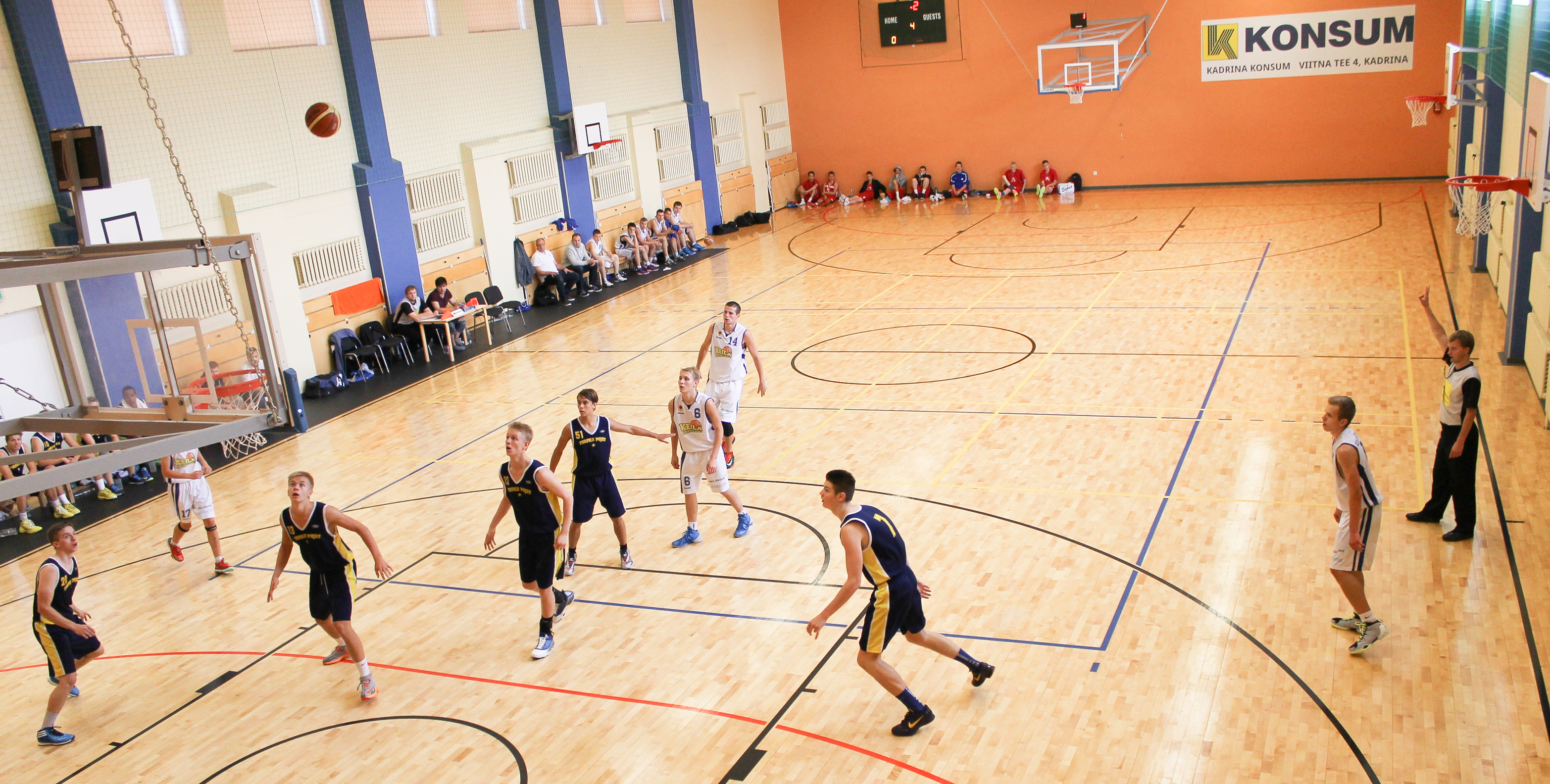
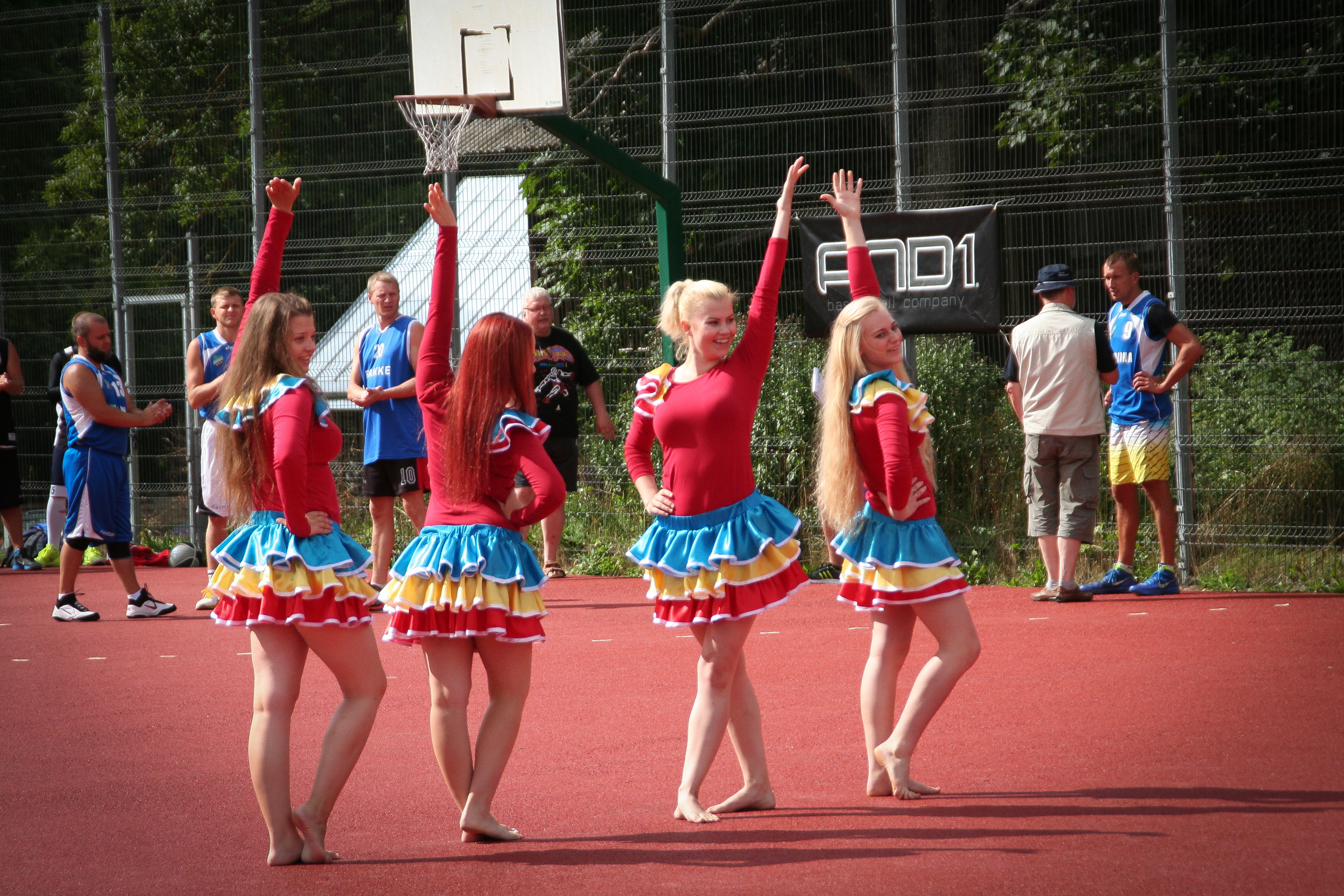
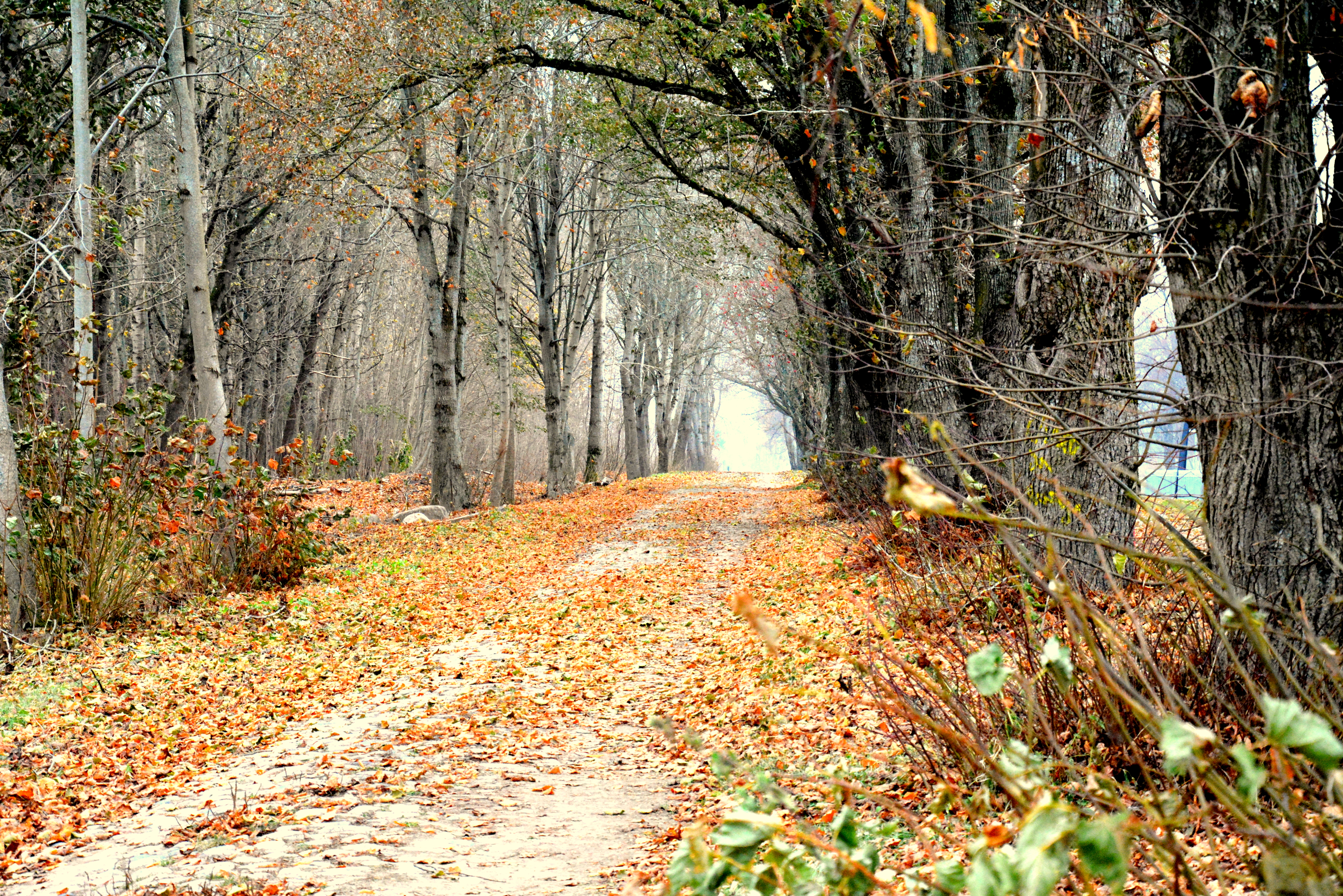